# Były sobie Ameryki
Były sobie Ameryki (fr. Il Etait Une Fois... Les Amériques, ang. Once Upon a Time... The Americas; 1991) – serial animowany z cyklu „Było sobie...” produkcji francuskiej wyprodukowany w roku 1991 dla France 3. Nadawany w 26 odcinkach po 25 minut. Twórcą filmu jest Albert Barillé. W Polsce serial był emitowany przez TVP1 i Da Vinci.

## Wersja polska
Wersja polska: na zlecenie wydawcy Hippocampus – SDI Media Polska
Reżyseria:
- Maryla Brzostyńska (odc. 1-13),
- Artur Tyszkiewicz (odc. 14-26)

Dialogi:
- Agnieszka Farkowska (odc. 1-13),
- Kamila Klimas-Przybysz (odc. 14-26)

Konsultacja: dr Marek Szopski
Wystąpili:
- Stanisław Brudny – Mistrz
- Waldemar Barwiński – Pierrot
- Wojciech Paszkowski
- Janusz Wituch
- Cezary Kwieciński
- Joanna Budniok-Feliks – Pierrette
- Tomasz Bednarek
- Dariusz Toczek
- Joanna Pach
- Piotr Warszawski
- Jarosław Boberek
- Tomasz Jarosz
- Zbigniew Kozłowski
- Klaudiusz Kaufmann
- Hanna Kinder-Kiss
- Grzegorz Pawlak
- Marek Bocianiak
- Mirosław Wieprzewski

Tekst piosenki: Wiesława Sujkowska
Śpiewa: Monika Wierzbicka
Lektor: Jacek Brzostyński

## Spis odcinków
| N/o | Polski tytuł                       | Francuski tytuł                         |
| --- | ---------------------------------- | --------------------------------------- |
|     |                                    |                                         |
| 01  | Pierwsi Amerykanie                 | Les premiers Américains                 |
|     |                                    |                                         |
| 02  | Myśliwi                            | Les chasseurs                           |
|     |                                    |                                         |
| 03  | Zdobywcy wielkiej północy          | Les conquérants du Grand Nord           |
|     |                                    |                                         |
| 04  | Ziemia obiecana                    | La Terre Promise                        |
|     |                                    |                                         |
| 05  | Budowniczowie kopców               | Les bâtisseurs de Tumulus               |
|     |                                    |                                         |
| 06  | Aztekowie przed podbojem           | Les Aztèques avant la conquête          |
|     |                                    |                                         |
| 07  | Sen Krzysztofa Kolumba             | Le rêve obstiné de Christophe Colomb    |
|     |                                    |                                         |
| 08  | Ameryka!                           | L'Amérique !                            |
|     |                                    |                                         |
| 09  | Cortés i Aztekowie                 | Cortés et les Aztèques                  |
|     |                                    |                                         |
| 10  | Niech żyje Meksyk!                 | Que viva Mexico !                       |
|     |                                    |                                         |
| 11  | Pizarro i Imperium Inków           | Pizarre et l'empire Inca                |
|     |                                    |                                         |
| 12  | Jacques Cartier                    | Jacques Cartier                         |
|     |                                    |                                         |
| 13  | Czasy konkwistadorów               | L'époque des conquistadors              |
|     |                                    |                                         |
| 14  | Champlain                          | Champlain                               |
|     |                                    |                                         |
| 15  | 13 kolonii Anglii                  | L'Angleterre et les treize colonies     |
|     |                                    |                                         |
| 16  | Indianie w XVII wieku              | Les Indiens au XVIIe siècle             |
|     |                                    |                                         |
| 17  | Indianie w XVIII wieku             | Les Indiens au XVIIIe siècle            |
|     |                                    |                                         |
| 18  | Koniec francuskiego snu            | La fin du rêve français                 |
|     |                                    |                                         |
| 19  | 13 kolonii w walce o niepodległość | Les treize colonies vers l'indépendance |
|     |                                    |                                         |
| 20  | Wojna o niepodległość              | La guerre d'indépendance                |
|     |                                    |                                         |
| 21  | Heban i handel niewolnikami        | Le bois d'ébène                         |
|     |                                    |                                         |
| 22  | Pionierzy                          | Les pionniers                           |
|     |                                    |                                         |
| 23  | Simon Bolivar                      | Simon Bolivar                           |
|     |                                    |                                         |
| 24  | Gorączka złota                     | La ruée vers l'or                       |
|     |                                    |                                         |
| 25  | Koniec historii Indian             | La fin du peuple indien                 |
|     |                                    |                                         |
| 26  | Ameryka, Ameryka!                  | America, America                        |
|     |                                    |                                         |